# Burgundy School of Business
A Burgundy School of Business egy 1899-ben alapított európai felsőoktatási intézmény, amely az üzleti tudományok terén nyújt posztgraduális képzést. Három campusa van, Párizsban, Lyonban és Dijonban.
2019-ben az BSB a Financial Times rangsora szerint a legjobb 81 európai üzleti iskola között szerepelt.
Az iskola programjai CGE, EQUIS és AACSB hármas akkreditációval rendelkeznek. Az intézmény legismertebb végzősei közé olyan személyiségek tartoznak, mint Stéphane Baschiera (a Moët & Chandon igazgatója) és Antoine Lesec (a Being igazgatója).